# ارنستو چپارو
ارنستو چپارو (اسپانیایی: Ernesto Chaparro‎؛ ۱ آوریل ۱۹۰۱ – ۱۰ ژوئیهٔ ۱۹۵۷) یک بازیکن فوتبال اهل شیلی بود.

## تیم ملی
وی همچنین در تیم ملی فوتبال شیلی بازی کرده‌است.